# Диселенид бария
Диселенид бария — бинарное неорганическое соединение
бария и селена
с формулой BaSe2,
кристаллы.

## Получение
- Сплавление стехиометрических количеств чистых веществ:

{\displaystyle {\mathsf {Ba+2Se\ {\xrightarrow {500-700^{o}C}}\ BaSe_{2}}}}

## Физические свойства
Диселенид бария образует кристаллы
моноклинной сингонии, пространственная группа C c, параметры ячейки a = 0,9820 нм, b = 0,4929 нм, c = 0,9335 нм, β = 118,48°, Z = 4,
структура типа дисульфида бария BaS2
.
Соединение образуется по перитектической реакции при температуре 870 °С (840 °С).